# ウクライナ領土防衛部隊外国人軍団
ウクライナ領土防衛部隊外国人軍団（ウクライナりょうどぼうえいぶたいがいこくじんぐんだん、宇: Міжнародний легіон територіальної оборони України、英: International Legion of Territorial Defense of Ukraine）は、ウクライナ領土防衛隊の外国人部隊で、2022年ロシアのウクライナ侵攻に伴い編成された。ウクライナ領土防衛多国籍軍団とも。

## 概要

旧ウクライナ領土防衛部隊外国人軍団章

ウクライナ軍には外国人の入隊を許可する規則があり、2022年以前から戦力の補強として義勇兵を活用していた。
2014年のドンバス戦争において、ウクライナは兵力の不足を補うため志願兵部隊「ウクライナ義勇大隊」を多数編成した。この中には勧誘に応じたウクライナ人の部隊（ドンバス大隊やアイダール大隊など）、国内の極右団体の部隊（アゾフ連隊）、クリミア併合に反発するクリミア・タタール人の部隊「ノーマン・チェレビシハン大隊」などウクライナ国民やロシア連邦の侵攻により不利益を被った民族の部隊が中心であったが、ジョージア人の退役軍人が結成した義勇兵部隊「ジョージア軍団」には、ジョージア人のほかにもアメリカ合衆国、イギリス、日本など様々な国からの義勇兵が含まれていたとされる。
ドンバス戦争の一時停戦後、アゾフ連隊など一部は正式に陸軍の領土防衛大隊や国家親衛隊、国家警察の特殊任務巡回警察として編入された。この他にも右派セクターや全ウクライナ連合「自由」などの政治団体が編成した武装組織もあり、こちらの一部も軍や国家親衛隊の施設警備隊として編入されている。
2022年2月24日、ロシアがウクライナへの侵攻を開始。同月27日、ウクライナのウォロディミル・ゼレンスキー大統領は海外の志願者からなる「国際」外国人部隊を編成すると表明。各国にあるウクライナの大使館や領事館で応募を受け付け面接を行っている。審査に時間がかかることからウクライナの担当者に直接連絡を取り現地に向かう者もいる。
ウクライナのドミトロ・クレーバ外務大臣によると2022年3月6日時点で、世界52カ国で志願があり、既に約2万人がウクライナに到着していると報道した。
ウクライナ軍の認識票が与えられ、正規のウクライナ軍兵士と同等に扱われる。

## 任務
明確になっていないが、ウクライナ軍と共に前線に投入されている。また医療訓練などが行われており後方支援も担当するとみられる。

## 組織
参加者は国籍や民族ごとに部隊を構成している。
| 徽章 | 組織名                     | 概要                                                           |
|      | 第1大隊                    | アメリカ、ヨーロッパなど多国籍の出身者で編成。                 |
|      | 第2大隊                    | アメリカ、ヨーロッパなど多国籍の出身者で編成。                 |
|      | 第3大隊                    | コマンド部隊および中央アジア人で編成されたトゥラン大隊で編成。 |
|      | 第4大隊                    | 各国の志願者が訓練を受ける時期に加入する軽歩兵大隊。           |
|      | カナダ-ウクライナ旅団      | カナダ人およびイギリス人により編成。                           |
|      | パホニア連隊               | ベラルーシ人により編成。                                       |
|      | カザマト・ゲラエフ大隊     | 独立派チェチェン人により編成。                                 |
|      | イチケリヤ特殊任務大隊     | 独立派チェチェン人により編成。                                 |
|      | イムラン・シャミル大隊     | ダゲスタン共和国の出身者により編成。                           |
|      | バキシール中隊             | バシキール人により編成。                                       |
|      | ブラック・ブリッジ         | ロシアの反体制派により編成。                                   |
|      | ボリバル大隊               | ラテンアメリカ出身者により編成。                               |
|      | ルーマニア戦闘集団ゲティカ | ルーマニア人およびモルドバ人により編成。                       |

「A3449」系列の組織
| 徽章 | 組織名                             | 概要                                                         |
|      | A3449                              | 下記の外国人義勇兵組織を監督・補佐する国防省情報総局の機関。 |
|      | 自由ロシア軍団                     | 投降したロシア兵およびロシア人とベラルーシ人により編成。     |
|      | カレリアグループ                   | カレリア人により編成。                                       |
|      | ロシア義勇軍団                     | 反プーチン派のロシア人右翼により編成                         |
|      | ベラルーシ義勇軍団                 | ベラルーシ人により編成。                                     |
|      | ポーランド義勇軍団                 | ポーランド人により編成。                                     |
|      | ドイツ義勇軍団                     | ドイツ人により編成。                                         |
|      | カストゥーシュ・カリノーウスキ連隊 | ベラルーシ人により編成。                                     |
|      | シベリア大隊                       | 少数民族を含むロシア人より編成。                             |
|      | ジョージア軍団                     | 主にジョージア人により編成。                                 |

## 装備
装備は現地で供与されるが、武器以外は個人で調達する者もいる。
自由ロシア軍団などにはNLAWの訓練が実施されている。

## 国際社会の反応

### ロシア
2022年3月3日、ロシア国防省報道官イゴール・コナシェンコフは、ウクライナの指揮下にある外国軍や義勇兵が捕虜として拘留された場合、他のウクライナ兵と同様には扱わないと警告した。ロシアは捕虜待遇条約（ジュネーヴ諸条約・第三条約）の一部に署名しているが、傭兵条約には署名していない。
しかし、ロシア国内からも反プーチン政権派(ロシア義勇軍団
など右派も含む)やウクライナ側に転向した元ロシア軍兵士、シェイク・マンスール大隊、ジョハル・ドゥダエフ大隊などチェチェン独立派が義勇兵として参加している。

#### ロシア国防省による外国人戦闘員のリスト化
ロシア国防省は「（ウクライナ側の）全ての外国人戦闘員を追跡、記録している」として2022年6月17日にリストを発表した。同日時点で64カ国から6956人で、うち1956人が殺害され、3221人が残っている。出身国はポーランドの1831人が最多で、カナダ（601人）、アメリカ合衆国（530人）が続く。

### アメリカ
アメリカ合衆国連邦政府では国民に対し渡航自粛を呼びかけているが、2022年3月19日の時点で退役軍人など約6000人が志願している。

### 日本
3月1日、日本の林芳正外務大臣は「在日ウクライナ大使館がそうした（義勇兵の）呼びかけをしていることは承知しているが、目的のいかんを問わず、同国への渡航はやめていただきたい」と強調した。同月2日に行われた自由民主党の外交部会などの合同会議でも外交部会長の佐藤正久が「今、退避勧告が出されているウクライナですから、もうこれは絶対やめていただきたい」と義勇兵に参加しないよう呼び掛ける一方で、一部から「止めるべきではない」と容認する声も発生した。
弁護士の田上嘉一や横粂勝仁は日本人が義勇兵に応募した場合、刑法93条に規定されている私戦予備・陰謀罪に抵触する可能性があると指摘している。
駐日ウクライナ大使館から募集業務を請け負う企業によると2022年3月1日夜までに約70人の志願の申し出があり、そのうち約50人は元自衛官だったという。フランス外人部隊の経験者も2名いた。駐日ウクライナ大使館は、実際に義勇兵として派遣するか否かは日本政府と調整する意向を示している。なお、ウクライナ大使館はTwitter上にて義勇兵への参加を呼び掛ける投稿を3月2日付で削除した。
3月16日には軍務経験があるという3名の日本人が義勇兵としてウクライナに入国したとCNNトルコが報じた。この内の1人がTBSテレビ（JNN）の取材に対して、入国の事実を認めた上で「現地において訓練を受けている」と話している。
日テレによると軍隊未経験者で元暴力団員の日本人も義勇兵として従軍している。
前述のように2014年のドンバス戦争において、ジョージア軍団に日本人が参加していたとされる。

### 韓国
ウクライナ軍の外国人義勇兵部隊の報道官は2022年3月に韓国人義勇兵の一部が前線に配置されたと発表している。なお、韓国政府は大韓民国海軍特殊戦旅団（ROKNSWF
）出身のイ・グン元大尉ら9名の韓国人がウクライナに滞在しており、その多くは戦闘に参加するために入国したと推定されると2022年3月18日に発表している。

### 台湾
ウクライナの大学で修士号を取得して、ウクライナで働いていた在ウクライナ台湾人の王楠穎は、ウクライナの外国人志願兵の部隊に参加して前線で戦っているとフォーカス台湾が報じている。

### デンマーク
デンマークの首相メッテ・フレデリクセンは「誰にも可能な選択だ。デンマーク在住のウクライナ人はもちろん、この紛争に直接貢献できると思う人全員に当てはまる」「ウクライナへ行き、同国側について紛争に参加するのを妨げる法律は、一見したところ存在しない」と述べ、デンマーク国民の外国人部隊への参加を認めることを表明した。

### ポーランド
国内にアゾフ連隊と連携している組織があり、外国の志願兵に事前の訓練を行っている。
外国人軍団とは別にポーランド義勇軍団という義勇兵組織の母体となっている。

### ベラルーシ
スヴェトラーナ・アレクシエーヴィッチは、ベラルーシではロシアに侵略されるウクライナに共感を持つ者が多いと証言しており、ドンバス戦争では、反ルカシェンコ政権のベラルーシ人による部隊「ベラルス」がウクライナ側について戦った。
2022年にはベラルーシの英雄であるカストゥーシュ・カリノーウスキの名を冠した「カストゥーシュ・カリノーウスキ大隊」が結成された。スヴャトラーナ・ツィハノウスカヤは容認する発言をしているが、ルカシェンコ大統領は「狂った市民」と評している。500名ほどの志願者がポーランドで訓練を受け、アゾフ連隊と連携して戦っている。

### イギリス
イギリスのリズ・トラス外務大臣が支持を表明したが、政府としては支持していない。
イギリス人の義勇兵が前線に移動したことが確認されている。(ノルマン旅団はイギリス人とカナダ人を主体に編成)

### ラトビア
ラトビア議会が支持を表明している。
国会議員のユリス・ユラシュは、現職の国会議員ながら、遠隔審議などを行いながら部隊に参加している。

### ジョージア
ジョージア議会の議員であるアレコ・エリサシビリが部隊に参加している。
ジョージア軍団に複数のジョージア人が参加している。

## 問題
各国政府では自国民の参戦によりロシアとの外交問題が発生することを懸念している。
外国人戦闘員に関する研究を行うアメリカン大学のデイビッド・マレット准教授は、外国人の戦闘員が加わった過去の戦争では暴力のレベルが上がり、民間人への被害増加などが見られることや、アメリカ人の義勇兵が戦死や捕虜となった場合、世論の後押しによりアメリカ政府が派兵し戦争が拡大する懸念を指摘している。
ロシア側は外国人義勇兵を正式な捕虜として扱わないと明言しており、捕虜とされれば更に苛酷な扱いを受けることが懸念されている。
ドネツク人民共和国の裁判所は義勇兵として参加したとみられる捕虜（イギリス人2名、モロッコ人1名）を傭兵であると断定し死刑を宣告した。これに対してイギリスは戦争捕虜であり判決は認められないと反発している。